# Fotosinteză

Schemă a fotosintezei în plante. Carbohidrații produși sunt stocați sau utilizați de către plantă.

Ecuația pe larg pentru tipul de fotosinteză care are loc în plante

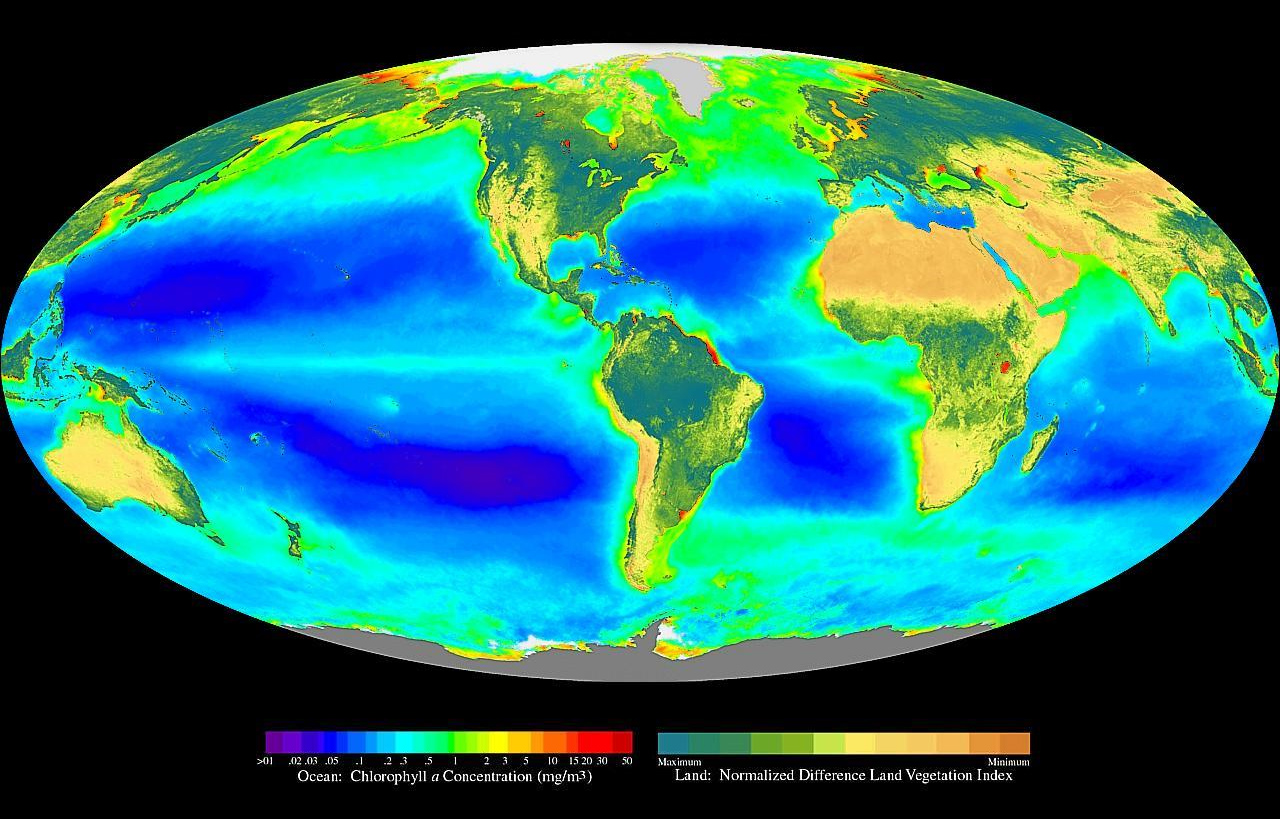
Imagine compozită arătând distribuția globală a fotosintezei, incluzând atât fitoplanctonul oceanic, cât și vegetația terestră. Cu roșu închis și albastru-verde sunt indicate regiunile cu activitate fotosintetizatoare înaltă în ocean și respectiv pe pământ.

Fotosinteza este un proces utilizat de către plante și alte organisme prin care se convertește energia luminoasă în energie chimică ce poate fi eliberată mai târziu pentru a alimenta activitățile organismelor. Această energie chimică este stocată în molecule de carbohidrați, cum ar fi zaharurile, care sunt sintetizate din dioxid de carbon și apă – de aici denumirea de fotosinteză, din grecescul φῶς, phōs, "lumină", și σύνθεσις, synthesis, "a pune împreună". În majoritatea cazurilor, oxigenul este eliberat sub formă de produs rezidual. Cele mai multe plante, alge, și cianobacterii realizează fotosinteză și se numesc organisme fotoautotrofe. Fotosinteza,este responsabilă în mare măsură pentru producerea și menținerea conținutului de oxigen din atmosfera Pământului, și furnizează toți compușii organici și majoritatea energiei necesare pentru viața de pe Pământ.
Deși fotosinteza se realizează diferit de către diferite specii, procesul începe întotdeauna prin absorbirea energiei din lumină de către niște proteine numite centre de reacție care conțin pigmenți clorofilieni verzi. În plante, aceste proteine sunt ținute în interiorul organitelor numite cloroplaste, ce sunt abundente în celulele frunzelor, în timp ce în bacterii sunt încorporate în membrana plasmatică. În aceste reacții dependente de lumină, o parte din energie este folosită pentru a îndepărta electroni din substanțe corespunzătoare, precum apa, producându-se oxigen sub formă de gaz. Hidrogenul eliberat prin ruperea apei este utilizat în crearea a alți doi compuși ce servesc la stocarea de scurtă durată a energiei, transferul său putând să realizeze alte reacții: acești compuși sunt forma redusă a nicotinamid adenin dinucleotid fosfatului (NADPH) și adenozintrifosfatul (ATP), "moneda energetică" a celulelor.
În plante, alge și cianobacterii, stocarea pe termen lung a energiei sub formă de zaharuri este rezultatul unei serii ulterioare de reacții independente de lumină numită ciclul Calvin; unele bacterii folosesc mecanisme diferite, cum ar fi ciclul Krebs inversat, pentru a atinge același scop. În ciclul Calvin, dioxidul de carbon atmosferic este încorporat în compuși organici cu carbon deja existenți, cum ar fi ribulozo-1,5-difosfatul (RuDP/RuBP). Utilizând ATP-ul și NAPDH-ul produse prin reacțiile dependente de lumină, compușii rezultați sunt apoi reduși și îndepărtați pentru a forma alți carbohidrați, precum glucoza.Astfel fotosinteza este un proces anabolic(anabolism).
Primele organisme fotosintetizatoare au evoluat probabil timpuriu în istoria evoluționară a vieții și au folosit cel mai probabil agenți reducători precum hidrogenul sau acidul sulfhidric, în loc de apă, drept sursă de electroni. Cianobacteriile au apărut mai târziu; excesul de oxigen pe care l-au produs a contribuit în mod direct la oxigenarea Pământului, ceea ce a făcut evoluția formelor de viață complexe posibilă. Astăzi, energia medie capturată prin fotosinteză global este de aproximativ 130 terawatt, ce reprezintă în jur de opt ori consumul actual de energie de către civilizația umană. Organismele fotosintetizatoare convertesc, de asemenea, în jur de 100-115 miliarde de tone (91-104 petagrame) de carbon în biomasă pe an.

## Apa în fotosinteză
Fără apă, viața plantelor, ca de altfel a tuturor viețuitoarelor pe Terra, este imposibilă. După cum se știe, globul pământesc este aprovizionat cu apă în mod inegal. Cele mai puține precipitații, inegal distribuite în cursul anului, cad în deșerturi. Deșerturile se găsesc pe aproape toate continentele, ocupând suprafețe mai mari sau mai mici, populate cu o floră și o faună specifică. Toate procesele metabolice depind de cantitatea de apă din țesuturi. Un deficit de apă în țesuturile asimilatoare influențează direct procesul fotosintezei atât în faza de lumină, cât și în faza de întuneric, provocând inhibarea acestuia. Deoarece principalul rezultat al pierderilor turgescenței îl constituie închiderea stomatelor, schimbul de gaze care are loc în fotosinteză, respirație și fotorespirație, este mult îngreunat. Totuși, și alți factori nonstomatici intervin în reducerea fotosintezei sub influența deficitului și stresului de apă.

### Adaptări ale organismelor
Deși speciile de plante care cresc în ținuturile aride aparțin mai multor familii botanice, ele capătă mai mult sau mai puțin același aspect. Astfel datorită apei insuficiente, o parte din plantele din deșerturi și-au pierdut frunzele, care s-au transformat în spini pentru a împiedica transpirația, asimilația clorofiliană fiind preluată de către tulpinile verzi ce au clorofilă. 
Tulpinile verzi, asimilatoare, pot fi sferice, lățite ca niște frunze sau cilindrice și ramificate ca niște candelabre. Deși suculente, conținând o mare cantitate de apă acumulată de țesutul acvifer, animalele nu se pot atinge de ele datorită spinilor puternici ce constituie o bună armă de apărare. Și acești spini nu sunt altceva decât frunzele reduse la nervura principală.Aceste forme de adaptare se întilnesc mai ales la plantele de deșert, cele din familia Cactaceae numite simplu – cactuși și care sunt caracteristice (cu unele excepții) deșertului Mexican.
Dacă nu chiar toate speciile de plante care trăiesc în locuri secetoase au imitat, mai mult sau mai puțin, forma cactusului, în schimb toate au păstrat caracteristicile de bază: stomatele sunt deschise numai noaptea, cuticula frunzelor este groasă și impermeabilă, plasma celulară se păstrează întotdeauna, indiferent de temperatură, în stare hidratată.
Unele alge produc în anumite condiții hidrogen în loc de oxigen.

## Reacții

### Reacții fotochimice
În stadiul dependent de lumină (reacția la lumină), clorofila absoarbe energia luminoasă, care stimulează unii electroni din moleculele de pigment, transferându-i pe straturi cu niveluri mai ridicate de energie. Aceștia părăsesc clorofila și trec printr-o serie de molecule, formând NADPH (o enzimă) și molecule ATP care stochează energia. Oxigenul rezultat în urma reacțiilor chimice este eliberat în atmosferă prin porii frunzelor.

### Reacții nefotochimice (de întuneric)
Ciclul Calvin (descoperit de Melvin Calvin) reprezintă o serie de reacții biochimice, care au loc în stroma organismelor fotosintetice, în timpul fazei de întuneric. În cadrul acestui proces, energia cinetică a fotonilor este transformată în energie chimică de legătură.
NADPH și ATP sunt compușii care conduc la cel de al doilea stadiu al fotosintezei (sau ciclul Calvin). În acest stadiu, glucoza este produsă folosindu-se dioxid de carbon din atmosferă.

## Aspectul energetic al fotosintezei
Au trebuit să treacă încă 44 ani pentru ca aspectul energetic al fotosintezei să fie cunoscut. Meritul revine medicului și fizicianului german Robert Mayer, care a aplicat legea conservării energiei la viețuitoare. Astfel, în 1845 el a publicat lucrarea "Mișcarea organică în relație cu metabolismul", în care a explicat clar transformarea energiei în procesul fotosintezei. În timpul efectuării fotosintezei, plantele înmagazinează energia luminii solare sub formă de energie chimică. Plantele nu creează energie, ci numai o transformă pe cea primită de la soare. În plus, Mayer afirmă că viața animalelor este dependentă de această proprietate unică a plantelor verzi. Astfel energia consumată de animale în timpul vieții provine din radiațiile solare. Acest fapt stabilește ferm procesul de fotosinteză ca fiind unul dintre fenomenele cele mai importante din lumea viețuitoarelor.
Ecuația generală a fotosintezei putea fi scrisă atunci:
6 CO2  +  6 H2O  +  lumină solară  →  C6H12O6  +  6 O2 
Dioxid de carbon + Apă + Energie luminoasă → Glucoză + Oxigen

sau (apa + săruri minerale) + Co2 lumină/clorofilă --> substanțe organice + O2
Fotosinteza are loc în cloroplaste și în zona citoplasmei care le înconjoară. La nivelul cloroplastelor alături de clorofila a, pigment activ în reacțiile fotochimice, se mai găsesc și alți pigmenți, cu rol de pigmenți accesori:
- Clorofilă b, clorofilă c
- Carotenoizi
- Flavonoide
- Pigmenți ficobilinici = ficobiliproteine

Mecanismul clorofilei se pare că include 3 procese principale:
- Fotofosforilarea
- Fotoliza apei
- Fixarea și transformarea CO2 în glucide

### Fotosinteza din perspectiva termodinamică
Prin fotosinteză plantele transformă apa și dioxidul de carbon în molecule mari ca glucoză, celuloză etc. Formarea acestor substanțe este endotermă și însoțită de creșterea ordinii în sistem, datorită trecerii moleculelor simple la molecule complexe. Sunt astfel de reacții probabile din punct ce vedere termodinamic? De exemplu formarea glucozei:
6 CO2 +6 H2O → C6H12O6 +6 O2
sau simplificata cu 6 se obține:
CO2+H2O →CH2O+ O2
Consumul unui mol de CO2 și formarea unui mol de O2 necesită ΔH=470 kJ/mol-1; cum ΔG este de 505 kJ* mol-1, se calculează ΔS=-117, 4 j*K-1. 
Conform valorilor entalpiei libere reacția ar fi imposibilă, deși se știe că are loc în natură.
Explicația rezultă din faptul ca reacția are loc în prezența radiației solare. Dar în bilanțul energetic trebuie să se țină seama de creșterea mare de entropie in timpul absorbției fotonilor de catre plante, aceasta compensează diminuarea dezordinii din timpul reacției. Pe ansamblu entropia crește, entalpia liberă se micșorează și se respectă astfel principiile termodinamicii, în reacția de fotosinteză. Astfel, poate fi explicată nedumerirea lui Schrödinger că „organismul se hrăneste cu entropie negativă”.
Fotosinteza participă la ciclul carbonului pe planeta Pământ și la ciclul energetic asociat cu participarea energiei radiante solare. .

## Factori

### Lumina in fotosinteză
Lumina in fotosinteză joacă un rol foarte important. Fotosinteza prezintă 2 faze: faza de lumina (are loc in membrana tilacoidului) care se finalizeaza cu formarea de oxigen prin procesul de fotoliză a apei și faza de întuneric (are loc in stromă) care nu necesită prezența luminii ce se finalizează cu formarea de substanțe organice(in principal glucoza).

### Poluarea aerului și fotosinteza
Se știe că prezența poluanților poate produce diminuarea creșterii plantelor prin reducerea fotosintezei, datorită distrugerii țesuturilor.
Este poate necesar de reamintit că rolul epurator al aerului ambiant, atribuit plantelor este totuși limitat, astfel că este iluzoriu să considerăm că oxigenul produs de o pădure poate compensa pe cel consumat de către avioanele cu reacție la decolarea de pe un aerodrom. În schimb, rolul fizic al plantelor este mult mai important. Diferitele plantații de arbori, de garduri vii sau de masive împădurite vor avea un rol fizic de dispersare a poluanților, modificând asperitățile naturale ale solului, producând modificări higrometrice și de temperatură locale, toate favorizând o mai bună dispersare sau fixare la sol a diferiților poluanți emiși în atmosferă. Aceasta presupune în primul rând, cunoașterea mecanismelor de intoxicare a plantelor cu poluanții aerului, pentru a putea imagina apoi fie o modalitate de atenuare a efectelor, fie un mod de selecționare a speciilor rezistente. 
Astfel, principalii poluanți întâlniți sunt: dioxidul de sulf, derivații fluorului, oxizii de azot, ozonul și numeroase alte substanțe produse de diferite industrii, ca acidul clorhidric, pulberile, monoxidul de carbon. Ei limitează suprafața activă fotosintetic a frunzelor.

### Ozonul și agenții oxidanți
Ozonul și oxidanții sunt poluanți fotochimici care se formează sub acțiunea radiațiilor luminoase (în special UV) asupra unui amestec de poluanți de tipul SO2, NOx și hidrocarburi nesaturate. Ei sunt întâlniți adesea în regiuni cu poluare puternică, unde condițiile climatice cu curenți slabi de aer permit stagnarea unor mase poluante, creîndu-se astfel condiții favorabile reacției dintre diferiți poluanți.Plantele din aceste zone prezintă pete necrotice localizate între nervuri pe una sau alta din fețele frunzei,în funcție de poluantul în cauză.O expunere prelungită produce o cloroză a frunzei, îmbătrânirea prematură și eventual căderea frunzelor atacate.
Pe lângă aspectul fundamental, cercetarea acțiunii ozonului și a oxidanților asupra fotosintezei, prezintă și o importanță practică.
Numeroși cercetători au observat o reducere a creșterii plantelor, expuse acțiunii oxidanților, chiar și în absența necrozelor. S-a observat o reducere a creșterii cu 10 % la o varietate de tutun expusă timp de 3-4 săptămâni la concentrații ale oxidanților cuprinse între 0,03 și 0,22 ppm. Această diminuare afectează mai mult varietățile existente.O expunere de 3 săptămâni la concentrații comparabile celor înregistrate în natură, împiedică înflorirea la tomate.Numeroși alți factori ar putea și ei constitui cauza diminuării procesului de creștere, iar dintre aceștia amintim: modificările anatomice ale țesuturilor foliare, intensificarea respirației, diminuarea fotosintezei, scăderea cantității de clorofilă, creșterea permeabilității pereților celulari etc.
Studiile efectuate asupra rolului stomatelor în absorbția ozonului și oxidanților au scos în evidență faptul că stomatele nu constituie singura cale de pătrundere a poluantului în plante.

### Monoxidul de carbon (CO)
Influența acestui poluant asupra fotosintezei a fost studiată la alga verde unicelulară Chlorella. Rezultatele au arătat o inhibare reversibilă a procesului care depinde de presiunile parțiale ale monoxidului de carbon și ale oxigenului. S-ar părea că această inhibare a fotosintezei se datorează fixării monoxidului de carbon pe nucleul metalic al unei enzime care transportă oxigenul în procesul de fotosinteză. Inhibarea fotosintezei se accentuează sub acțiunea luminii.